# این جشن منه (تور)
این جشن منه (انگلیسی: It's My Party) چهارمین تور کنسرت توسط خواننده آمریکایی جنیفر لوپز بود. تور در ۱۳ فوریه ۲۰۱۹ هنگام حضور لوپز در شوی الن دی‌جنرس اعلام شد. این تور در ۷ ژوئن ۲۰۱۹ در اینگلوود، کالیفرنیا آغاز شد و در ۲۷ ژوئیه ۲۰۱۹ در امریکن ایرلاینز آرینا میامی به پایان رسید.